# Звёздный (Пермский край)
Звёздный — посёлок городского типа в Пермском крае России. Образован в 1994 году на базе закрытого военного городка Пермь-76.
Является закрытым административно-территориальным образованием, образует городской округ ЗАТО Звёздный.

## География
Расположен на левом берегу реки Юг и проточного пруда на нём, в 38 км к югу от Перми и в 5 км к востоку от посёлка Юг.
Железнодорожная станция Юг находится в селе Бершеть в 3 км к востоку от Звёздного.
Территория ЗАТО составляет 90,83 км², в том числе в пределах поселковой черты — 5,2 км². Со всех сторон территорию ЗАТО окружает Пермский район.

## Население
| 2002  | 2006  | 2007  | 2009  | 2010  | 2012  | 2013  | 2014  | 2015  |
| ----- | ----- | ----- | ----- | ----- | ----- | ----- | ----- | ----- |
| 9628  | ↘9400 | →9400 | ↘9300 | ↘9151 | ↗9201 | ↘9143 | ↘8873 | ↗8942 |
| 2016  | 2017  | 2018  | 2019  | 2020  | 2021  | 2023  | 2024  |       |
| ↗9049 | ↗9303 | ↗9407 | ↗9460 | ↗9550 | ↘7469 | ↗7515 | ↘7512 |       |

## История
Бершетский военный лагерь

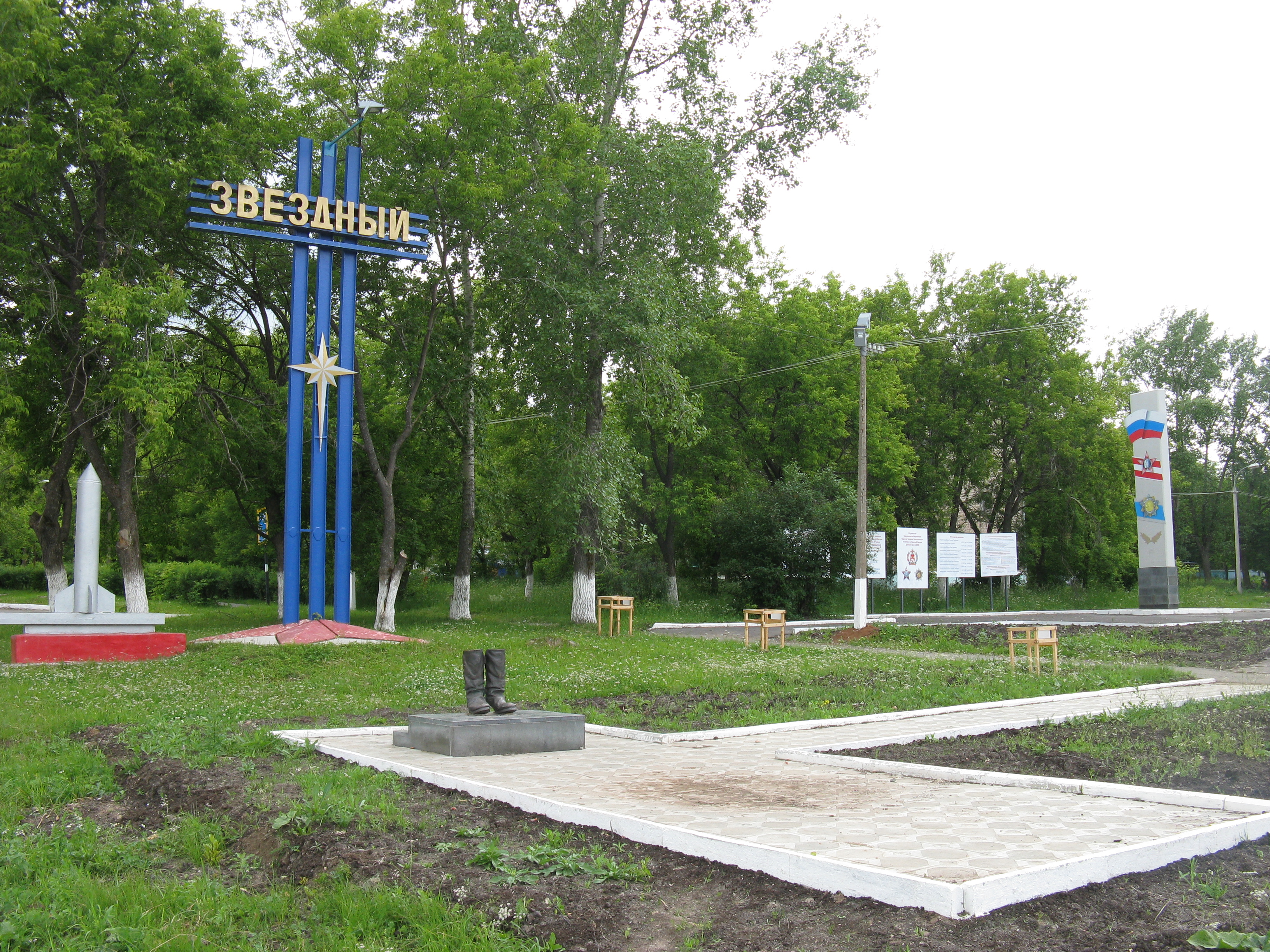
Монументальная композиция на въезде в ЗАТО

В 1931 году по решению наркома по военным и морским делам и Председателя РВС СССР К. Е. Ворошилова, созданы постоянно действующие летние военные лагеря, в том числе Бершетский, где сперва готовили военных специалистов по трём направлениям: пехотинцы, артиллеристы и кавалеристы. С началом Великой Отечественной войны здесь стали готовить также ещё связистов и танкистов. Здесь формировались учебно-маршевые полки, а с июня 1942 года также несколько артиллерийских лыжных бригад для отправки на фронт.
В 1953 году в Бершети располагался танковый полк Пермской мотострелковой дивизии (войсковая часть № 07621). В 1950-х годах в Бершетский лагерь приезжал командующий Уральским военным округом, четырежды Герой Советского Союза Маршал Г. К. Жуков.
52-я ракетная дивизия
27 июня 1961 года была сформирована 52-я ракетная Тарнопольско-Берлинская орденов Богдана Хмельницкого II степени и Красной Звезды дивизия (войсковая часть № 54090) с дислокацией в Пермском и Кунгурском районах Пермской области на базе 23-й зенитно-артиллерийской Тарнопольско-Берлинской орденов Богдана Хмельницкого II степени и Красной Звезды дивизии, начавшей свой путь во время Великой Отечественной войны 1941—1945 годов.
В кратчайшие сроки здесь был построен позиционный район ракетной дивизии. Первая боевая стартовая позиция была сдана в декабре 1961 года. Первый дивизион с ракетами Р-16 заступил на боевое дежурство в марте 1962 года. Закрытый военный городок получил непубличное наименование Пермь-76. С 1985 по 1990 год в 52-й ракетной дивизии шло перевооружение на боевые железнодорожные ракетные комплексы (БЖРК), а в 2002 году 52-я ракетная дивизия была расформирована, и на её основе создана 1328-я База хранения и перегрузки элементов БЖРК, которая просуществовала до сентября 2007 года.
Всего в дивизии насчитывалось 80 МБР РС-10 и 12 МБР РС-22М. За 40 лет было произведено несколько десятков учебных пусков стратегических ракет, все они попали в заданные цели.
ЗАТО
Распоряжением Правительства Российской Федерации от 4 января 1994 года № 3-р, в рамках Закона Российской Федерации «О закрытом административно-территориальном образовании» от 14 июля 1992 года № 3297-1 и решения малого Совета Пермского областного Совета народных депутатов от 15 июля 1993 года №749, было создано закрытое административно-территориальное образование и официально образован и наименован в 1994 году посёлок городского типа Звёздный.
В рамках Федерального закона от 6 октября 2003 года № 131-ФЗ «Об общих принципах организации местного самоуправления в Российской Федерации», к 1 января 2006 года ЗАТО Звѐздный было наделено статусом городского округа.
Законом Пермского края от 20 июня 2019 года категория посёлка городского типа была изменена на посёлок Звёздный. В актуальном реестре ОКАТО Звёздный продолжает относиться к посёлкам городского типа краевого подчинения Пермского края, находящиеся в ведении федеральных органов государственной власти и управления. Росстат также относит Звёздный к пгт как к городским населённым пунктам.
В 2019 году также планировалось лишить Звёздный статуса ЗАТО к 2020 году: на федеральном уровне был подготовлен соответствующий проект указа президента РФ, однако он так и не был подписан.

## Инфраструктура и достопримечательности
В посёлке обустроены и освещены все улицы и все дворы; проведена полная газификация; благодаря использованию современных технологий обеспечивается бесперебойное водо- и теплоснабжение всех жилых домов и административных зданий. Организованы детские площадки для разных возрастов: детские городки с качелями, горками и песочницами; городок с уличными тренажёрами — единственный в Пермском крае; дворы жилых домов оборудованы малыми формами — всё это говорит об удобной и ориентированной на человека городской среде.
Все дошкольные образовательные учреждения в посёлке имеют статус «центр развития ребёнка». Начальная общеобразовательная школа в 2009 году получила статус Инновационный центр Пермского края.
Вдоль всей аллеи Славы множество памятников и информационных щитов. В посёлке присутствует военно-исторический музей, организованный в бункере штаба 52-й ракетной дивизии, где можно узнать историю дивизии и самому почувствовать себя на месте операторов стратегических ракет. Помимо подземного музея присутствует и наземный, где под открытым небом показана различная военная техника, стоявшая на вооружении 23-й зенитно-артиллерийской и 52-й ракетной дивизий.